# 1971年カナダグランプリ
1971年カナダグランプリ (1971 Canadian Grand Prix) は、1971年のF1世界選手権第10戦として、1971年9月19日にモスポート・パークで開催された。
レースは当初80周の予定だったが、濃霧によるコースコンディション不良によりF1世界選手権レースで初めて赤旗が出されて64周終了時点で打ち切りとなり、ジャッキー・スチュワートが優勝した。アメリカ人ドライバーのマーク・ダナヒューはF1デビュー戦で3位表彰台を獲得した。

## 背景
カナダGPは2年ぶりにモスポート・パークに戻った。既にジャッキー・スチュワートとティレルによる2冠が決定していたが、ドライバーズランキングとコンストラクターズランキングの熾烈な2位争いが続いていた。ドライバーズは2位のロニー・ピーターソンは23点で、ジャッキー・イクス（19点）、フランソワ・セベール（16点）、エマーソン・フィッティパルディ（同）、ジョー・シフェール（13点）らが追う。コンストラクターズはフェラーリが32点で2位だが、2連勝中のBRMが2点差まで迫り、マーチもフェラーリと8点差の4位につけている。

## エントリー
マトラはジャン＝ピエール・ベルトワーズのライセンス停止が解けて2台体制に戻った。フェラーリはマリオ・アンドレッティも参加して3台の312B2を走らせるが、もはや全車完走という控えめな目標を掲げるしかなかった。不振が続くロータスはガスタービンエンジンの56Bを放棄して72Dの開発に専念することを決め、エマーソン・フィッティパルディとレイネ・ウィセルに72Dを用意した。マクラーレンはデニス・ハルムが戻り、2台目のM19Aはロジャー・ペンスキー率いるペンスキー・レーシングに貸し出され、同チームに所属するマーク・ダナヒューがジャッキー・オリバーに代わって参戦する。ダナヒューのM19Aはペンスキーのスポンサーであったスノコのブルーとイエローに塗られた。マーチは個人的な問題により欠場したアンドレア・デ・アダミッチに代わり、マイク・ボイトラーが起用された。ナンニ・ギャリがフォード・コスワース・DFVエンジン搭載の711を確保したため、アルファロメオエンジン搭載の711は本レースで使用しない。BRMは地元出身のジョージ・イートンがスポット参戦で復帰し、ジョー・シフェール、ピーター・ゲシン、ハウデン・ガンレイ、ヘルムート・マルコとともに5台体制を敷いた（マルコのみP153、他の4人はP160）。
この他北米ラウンドのみスポット参戦するドライバーは、プライベーターのスキップ・バーバーがマーチ・711で、フォルクスワーゲンの支援を受けるベテランのピート・ラブリーはロータス・49のリアアクスルを装備したF2マシンのロータス・69で、クリス・クラフトはアラン・デ・カディネット率いるエキュリー・エバーグリーンからブラバム・BT33で参加する。

### エントリーリスト
| チーム                                                     | No. | ドライバー                     | コンストラクター | シャシー | エンジン                         | タイヤ |
| ---------------------------------------------------------- | --- | ------------------------------ | ---------------- | -------- | -------------------------------- | ------ |
| ゴールドリーフ・チーム・ロータス                           | 2   | エマーソン・フィッティパルディ | ロータス         | 72D      | フォード・コスワース DFV 3.0L V8 | F      |
| ゴールドリーフ・チーム・ロータス                           | 3   | レイネ・ウィセル               | ロータス         | 72D      | フォード・コスワース DFV 3.0L V8 | F      |
| スクーデリア・フェラーリ SpA SEFAC                         | 4   | ジャッキー・イクス             | フェラーリ       | 312B2    | フェラーリ 001/1 3.0L F12        | F      |
| スクーデリア・フェラーリ SpA SEFAC                         | 5   | クレイ・レガツォーニ           | フェラーリ       | 312B2    | フェラーリ 001/1 3.0L F12        | F      |
| スクーデリア・フェラーリ SpA SEFAC                         | 6   | マリオ・アンドレッティ         | フェラーリ       | 312B2    | フェラーリ 001/1 3.0L F12        | F      |
| モーターレーシング・ディベロップメンツ・リミテッド         | 8   | ティム・シェンケン             | ブラバム         | BT33     | フォード・コスワース DFV 3.0L V8 | G      |
| モーターレーシング・ディベロップメンツ・リミテッド         | 37  | グラハム・ヒル                 | ブラバム         | BT34     | フォード・コスワース DFV 3.0L V8 | G      |
| ブルース・マクラーレン・モーターレーシング                 | 9   | デニス・ハルム                 | マクラーレン     | M19A     | フォード・コスワース DFV 3.0L V8 | G      |
| ペンスキー＝ホワイト・レーシング                           | 10  | マーク・ダナヒュー             | マクラーレン     | M19A     | フォード・コスワース DFV 3.0L V8 | G      |
| エルフ・チーム・ティレル                                   | 11  | ジャッキー・スチュワート       | ティレル         | 003      | フォード・コスワース DFV 3.0L V8 | G      |
| エルフ・チーム・ティレル                                   | 12  | フランソワ・セベール           | ティレル         | 002      | フォード・コスワース DFV 3.0L V8 | G      |
| ヤードレー・チーム・BRM                                    | 14  | ジョー・シフェール             | BRM              | P160     | BRM P142 3.0L V12                | F      |
| ヤードレー・チーム・BRM                                    | 15  | ピーター・ゲシン               | BRM              | P160     | BRM P142 3.0L V12                | F      |
| ヤードレー・チーム・BRM                                    | 16  | ハウデン・ガンレイ             | BRM              | P160     | BRM P142 3.0L V12                | F      |
| ヤードレー・チーム・BRM                                    | 28  | ジョージ・イートン             | BRM              | P160     | BRM P142 3.0L V12                | F      |
| ヤードレー・チーム・BRM                                    | 31  | ヘルムート・マルコ             | BRM              | P153     | BRM P142 3.0L V12                | F      |
| STP・マーチ・レーシングチーム                              | 17  | ロニー・ピーターソン           | マーチ           | 711      | フォード・コスワース DFV 3.0L V8 | F      |
| STP・マーチ・レーシングチーム                              | 18  | ナンニ・ギャリ                 | マーチ           | 711      | フォード・コスワース DFV 3.0L V8 | F      |
| STP・マーチ・レーシングチーム                              | 19  | マイク・ボイトラー             | マーチ           | 711      | フォード・コスワース DFV 3.0L V8 | F      |
| エキップ・マトラ・スポール                                 | 20  | クリス・エイモン               | マトラ           | MS120B   | マトラ MS71 3.0L V12             | G      |
| エキップ・マトラ・スポール                                 | 21  | ジャン＝ピエール・ベルトワーズ | マトラ           | MS120B   | マトラ MS71 3.0L V12             | G      |
| ブルックボンド・オクソ・チーム・サーティース               | 22  | ジョン・サーティース           | サーティース     | TS9      | フォード・コスワース DFV 3.0L V8 | F      |
| アウト・モトール・ウント・シュポルト・チーム・サーティース | 24  | ロルフ・シュトメレン           | サーティース     | TS9      | フォード・コスワース DFV 3.0L V8 | F      |
| エキュリー・エバーグリーン                                 | 26  | クリス・クラフト               | ブラバム         | BT33     | フォード・コスワース DFV 3.0L V8 | G      |
| フランク・ウィリアムズ・レーシングカーズ                   | 27  | アンリ・ペスカロロ             | マーチ           | 711      | フォード・コスワース DFV 3.0L V8 | F      |
| ジーン・メイソン・レーシング                               | 33  | スキップ・バーバー             | マーチ           | 711      | フォード・コスワース DFV 3.0L V8 | F      |
| ピート・ラブリー・フォルクスワーゲン・インク               | 35  | ピート・ラブリー               | ロータス         | 69       | フォード・コスワース DFV 3.0L V8 | F      |
| ソース:                                                    |     |                                |                  |          |                                  |        |

## 予選
金曜日の朝に雨が降ったため、タイムアタックの機会は金曜午後と土曜に減った。ジャッキー・スチュワートがジョー・シフェールに0.2秒差で今季5回目のポールポジションを獲得した。フランソワ・セベールが3番手で師匠スチュワートとフロントローに並んだ。エマーソン・フィッティパルディとクリス・エイモンが2列目、F1デビュー戦のマーク・ダナヒューは8番手で、ロニー・ピーターソン、レイネ・ウィセルと3列目に並ぶ。
フェラーリ勢は312B2のマシンバランスの悪さによりリアタイヤをひどく傷めて苦戦を強いられ、ジャッキー・イクスが12番手、マリオ・アンドレッティが13番手、クレイ・レガツォーニが18番手に甘んじた。
25番手のクリス・クラフトはエンジンを壊し、スペアパーツがないため決勝出走を断念した。最後尾の27番手に終わったアンリ・ペスカロロも日曜朝の練習走行でのクラッシュにより負傷したため、決勝出走を断念した。

### 予選結果
| 順位    | No. | ドライバー                     | コンストラクター      | タイム | 差   | グリッド |
| ------- | --- | ------------------------------ | --------------------- | ------ | ---- | -------- |
| 1       | 11  | ジャッキー・スチュワート       | ティレル-フォード     | 1:15.3 | -    | 1        |
| 2       | 14  | ジョー・シフェール             | BRM                   | 1:15.5 | +0.2 | 2        |
| 3       | 12  | フランソワ・セベール           | ティレル-フォード     | 1:15.7 | +0.4 | 3        |
| 4       | 2   | エマーソン・フィッティパルディ | ロータス-フォード     | 1:16.1 | +0.8 | 4        |
| 5       | 20  | クリス・エイモン               | マトラ                | 1:16.1 | +0.8 | 5        |
| 6       | 17  | ロニー・ピーターソン           | マーチ-フォード       | 1:16.2 | +0.9 | 6        |
| 7       | 3   | レイネ・ウィセル               | ロータス-フォード     | 1:16.3 | +1.0 | 7        |
| 8       | 10  | マーク・ダナヒュー             | マクラーレン-フォード | 1:16.3 | +1.0 | 8        |
| 9       | 16  | ハウデン・ガンレイ             | BRM                   | 1:16.3 | +1.0 | 9        |
| 10      | 9   | デニス・ハルム                 | マクラーレン-フォード | 1:16.4 | +1.1 | 10       |
| 11      | 21  | ジャン＝ピエール・ベルトワーズ | マトラ                | 1:16.5 | +1.2 | 11       |
| 12      | 4   | ジャッキー・イクス             | フェラーリ            | 1:16.5 | +1.2 | 12       |
| 13      | 6   | マリオ・アンドレッティ         | フェラーリ            | 1:16.9 | +1.6 | 13       |
| 14      | 22  | ジョン・サーティース           | サーティース-フォード | 1:17.1 | +1.8 | 14       |
| 15      | 37  | グラハム・ヒル                 | ブラバム-フォード     | 1:17.2 | +1.9 | 15       |
| 16      | 15  | ピーター・ゲシン               | BRM                   | 1:17.2 | +1.9 | 16       |
| 17      | 8   | ティム・シェンケン             | ブラバム-フォード     | 1:17.4 | +2.1 | 17       |
| 18      | 5   | クレイ・レガツォーニ           | フェラーリ            | 1:17.5 | +2.2 | 18       |
| 19      | 31  | ヘルムート・マルコ             | BRM                   | 1:17.8 | +2.5 | 19       |
| 20      | 18  | ナンニ・ギャリ                 | マーチ-フォード       | 1:18.2 | +2.9 | 20       |
| 21      | 28  | ジョージ・イートン             | BRM                   | 1:18.4 | +3.1 | 21       |
| 22      | 19  | マイク・ボイトラー             | マーチ-フォード       | 1:18.5 | +3.2 | 22       |
| 23      | 24  | ロルフ・シュトメレン           | サーティース-フォード | 1:18.8 | +3.5 | 23       |
| 24      | 33  | スキップ・バーバー             | マーチ-フォード       | 1:19.8 | +4.5 | 24       |
| 25      | 26  | クリス・クラフト               | ブラバム-フォード     | 1:20.3 | +5.0 | DNS 1    |
| 26      | 35  | ピート・ラブリー               | ロータス-フォード     | 1:21.1 | +5.8 | 25       |
| 27      | 27  | アンリ・ペスカロロ             | マーチ-フォード       | 1:21.9 | +6.6 | DNS 2    |
| ソース: |     |                                |                       |        |      |          |

追記
- ^1 - クラフトはエンジンを壊し、決勝で使えるエンジンがなくなったため、決勝への出走を見合わせた[4]
- ^2 - ペスカロロは決勝前の練習走行でのクラッシュにより負傷したため、決勝への出走を見合わせた[4]

## 決勝
前座レースのフォーミュラ・フォードで致命的なアクシデントがあったためスタートが遅れ、レース開始前に雨が降り出した。コースは水浸しになり全車雨用タイヤでスタートする。ファイアストン勢はオランダGPで圧勝した雨用タイヤのB6R/106を装着し、グッドイヤー勢は新しい雨用タイヤのG29を装着する。
ハウデン・ガンレイはレース直前のウォームアップでスピンを喫し、正面からガードレールにクラッシュしてしまう。クラッシュの際にフロントアクスルを破損したため、スタートすることができなくなった。
スタートでジャッキー・スチュワートとロニー・ピーターソンがリードし、ジャン＝ピエール・ベルトワーズ、マーク・ダナヒュー、エマーソン・フィッティパルディ、フランソワ・セベールが追う。ジョー・シフェールはコースアウトして17位まで順位を落とした。グラハム・ヒルは3周目にクラッシュしてリタイア、8周目にはクレイ・レガツォーニもクラッシュし、マシンが炎上したが無傷で生還した。
スチュワートは首位を走行し続け、ピーターソンはベルトワーズと2位を争うも、ベルトワーズも16周目にクラッシュを喫した。同じ頃、ダナヒューはゴーグルを交換するためピットインしたが、順位を落とすことなくコースに復帰した。これでスチュワートとピーターソンはダナヒュー以下に大きな差を付けた。ピーターソンは18周目にスチュワートを抜いて首位に立つが、スチュワートは31周目に周回遅れの処理の際に首位の座を取り戻した。ピーターソンは周回遅れのジョージ・イートンと接触してフロント部分を損傷してマシンバランスが崩れ、以後はスチュワートが独走していく。
雨は止んだものの霧が立ち込めて視界は著しく低下していく。62周目にはレースディレクターがレースの中断を検討し始め、2周後に視界不良のためチェッカーフラッグと赤旗が振られ、レースは終了した。F1世界選手権でレース終了前に赤旗が振られて打ち切りとなったのは本レースが初めてのことだった。
スチュワートは2位ピーターソンに40秒近くの差を付けて今季6勝目を挙げた。ピーターソンは雨と霧の中、一時スチュワートを抜いてトップを走ったことで評価をさらに上げ、優勝こそないもののドライバーズランキング2位を確定させた。スポット参戦のダナヒューはF1デビュー戦で3位表彰台を獲得した。

### レース結果
| 順位    | No. | ドライバー                     | コンストラクター      | 周回数 | タイム/リタイア原因 | グリッド | ポイント |
| ------- | --- | ------------------------------ | --------------------- | ------ | ------------------- | -------- | -------- |
| 1       | 11  | ジャッキー・スチュワート       | ティレル-フォード     | 64     | 1:55:12.9           | 1        | 9        |
| 2       | 17  | ロニー・ピーターソン           | マーチ-フォード       | 64     | +38.3               | 6        | 6        |
| 3       | 10  | マーク・ダナヒュー             | マクラーレン-フォード | 64     | +1:35.8             | 8        | 4        |
| 4       | 9   | デニス・ハルム                 | マクラーレン-フォード | 63     | +1 Lap              | 10       | 3        |
| 5       | 3   | レイネ・ウィセル               | ロータス-フォード     | 63     | +1 Lap              | 7        | 2        |
| 6       | 12  | フランソワ・セベール           | ティレル-フォード     | 62     | +2 Laps             | 3        | 1        |
| 7       | 2   | エマーソン・フィッティパルディ | ロータス-フォード     | 62     | +2 Laps             | 4        |          |
| 8       | 4   | ジャッキー・イクス             | フェラーリ            | 62     | +2 Laps             | 12       |          |
| 9       | 14  | ジョー・シフェール             | BRM                   | 61     | +3 Laps             | 2        |          |
| 10      | 20  | クリス・エイモン               | マトラ                | 61     | +3 Laps             | 5        |          |
| 11      | 22  | ジョン・サーティース           | サーティース-フォード | 60     | +4 Laps             | 14       |          |
| 12      | 31  | ヘルムート・マルコ             | BRM                   | 60     | +4 Laps             | 19       |          |
| 13      | 6   | マリオ・アンドレッティ         | フェラーリ            | 60     | +4 Laps             | 13       |          |
| 14      | 15  | ピーター・ゲシン               | BRM                   | 59     | +5 Laps             | 16       |          |
| 15      | 28  | ジョージ・イートン             | BRM                   | 59     | +5 Laps             | 21       |          |
| 16      | 18  | ナンニ・ギャリ                 | マーチ-フォード       | 57     | +7 Laps             | 20       |          |
| NC      | 19  | マイク・ボイトラー             | マーチ-フォード       | 56     | 規定周回数不足      | 22       |          |
| NC      | 35  | ピート・ラブリー               | ロータス-フォード     | 55     | 規定周回数不足      | 25       |          |
| Ret     | 24  | ロルフ・シュトメレン           | サーティース-フォード | 26     | オーバーヒート      | 23       |          |
| Ret     | 21  | ジャン＝ピエール・ベルトワーズ | マトラ                | 15     | アクシデント        | 11       |          |
| Ret     | 33  | スキップ・バーバー             | マーチ-フォード       | 13     | 油圧                | 24       |          |
| Ret     | 5   | クレイ・レガツォーニ           | フェラーリ            | 7      | アクシデント        | 18       |          |
| Ret     | 37  | グラハム・ヒル                 | ブラバム-フォード     | 2      | アクシデント        | 15       |          |
| Ret     | 8   | ティム・シェンケン             | ブラバム-フォード     | 1      | イグニッション      | 17       |          |
| DNS     | 16  | ハウデン・ガンレイ             | BRM                   |        | アクシデント        | 9        |          |
| DNS     | 26  | クリス・クラフト               | ブラバム-フォード     |        | エンジン            |          |          |
| DNS     | 27  | アンリ・ペスカロロ             | マーチ-フォード       |        | アクシデント        |          |          |
| ソース: |     |                                |                       |        |                     |          |          |

優勝者ジャッキー・スチュワートの平均速度
131.883 km/h (81.948 mph)
ファステストラップ
- デニス・ハルム - 1:43.5 (57周目)

ラップリーダー
太字は最多ラップリーダー
- ジャッキー・スチュワート - 51周 (1-17, 31-64)
- ロニー・ピーターソン - 13周 (18-30)

達成された主な記録
- ドライバー
  - 初出走/初完走/初入賞/初表彰台: マーク・ダナヒュー - 唯一の表彰台[19]
  - 30回目の表彰台: ジャッキー・スチュワート
  - 最終入賞: レイネ・ウィセル[20]
  - 最終出走/最終完走: ジョージ・イートン（英語版）[21]
- コンストラクター
  - 10回目の表彰台: ティレル
- エンジン
  - 40勝目: フォード・コスワース

## 第10戦終了時点のランキング
|         | 順位 | ドライバー                     | ポイント |
| ------- | ---- | ------------------------------ | -------- |
|         | 1    | ジャッキー・スチュワート       | 60       |
|         | 2    | ロニー・ピーターソン           | 29       |
|         | 3    | ジャッキー・イクス             | 19       |
|         | 4    | フランソワ・セベール           | 17       |
|         | 5    | エマーソン・フィッティパルディ | 16       |
| ソース: |      |                                |          |

|         | 順位 | コンストラクター  | ポイント |
| ------- | ---- | ----------------- | -------- |
|         | 1    | ティレル-フォード | 64       |
|         | 2    | フェラーリ        | 32       |
|         | 3    | BRM               | 30       |
|         | 4    | マーチ-フォード   | 30       |
|         | 5    | ロータス-フォード | 21       |
| ソース: |      |                   |          |

- 注:  トップ5のみ表示。前半6戦のうちベスト5戦及び後半5戦のうちベスト4戦がカウントされる。